# Lehká hudba

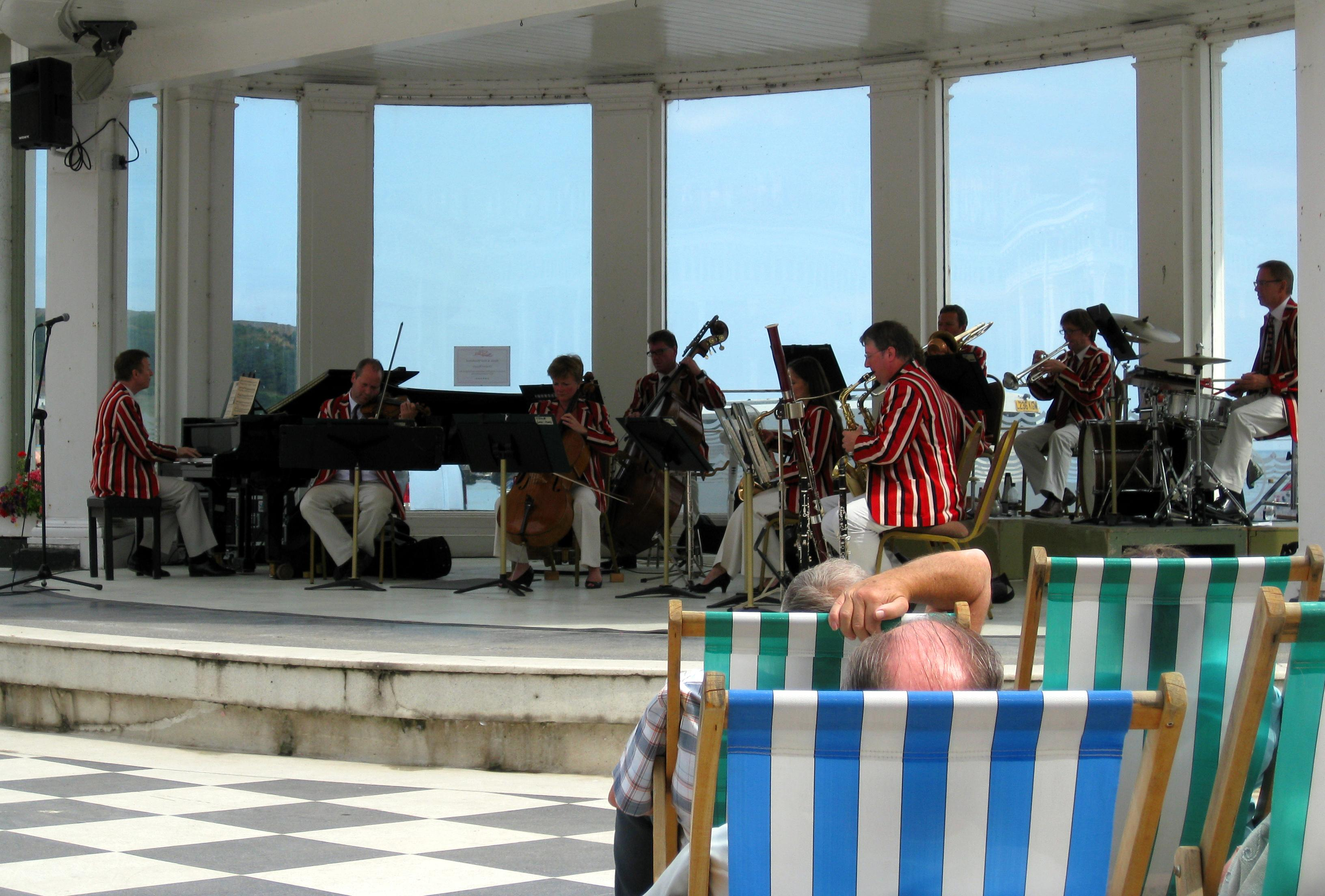
Scarborough Spa Orchestr, poslední fungující profesionální přímořský orchestr, hraje lehkou hudbu (srpen 2009)

Lehká hudba je obecný termín, který označuje  hudební styl „odlehčené“ západní klasické hudby, která vznikla v 18. a v 19. století a existuje až do současnosti. Její rozkvět nastal v polovině 20. století. Styl je „jednodušší“ formou západní klasické hudby a vyznačuje se převážně kratšími skladbami a suitami, které jsou zaranžovány pro širší publikum. Tento způsob byl obzvláště populární během doby rozvoje rozhlasového vysílání, kdy program stanic jako například britské rozhlasové stanice BBC Light Programme tvořily převážně kompozice lehké hudby.
Lehká hudba, občas označována i jako náladová hudba (hudba pro náladu) či koncertní hudba, se často pojí s žánrem easy listening, přestože je tato interpretace zavádějící. Lehká hudba byla populární v Evropě a Spojených státech amerických a mnoho skladeb tohoto žánru zůstalo známé díky jejich používání ve filmech či znělkách rozhlasových a televizních pořadů.

## Původ
Před vrcholným romantismem se oddělili od západní klasické hudby skladatelé jako Wolfgang Amadeus Mozart či Joseph Haydn tím, že začali pro své symfonie a opery komponovat kratší a méně obsáhlé skladby (např. Malou noční hudbu). Mezi další ukázky rané evropské lehké hudby patří operety skladatelů jako Franz von Suppé či Arthur Sullivan, dále pak salonní hudba, valčíky a pochody Johanna Strausse mladšího a jeho příbuzných. Straussovský valčík se postupně stal běžným vzorem pro lehkou hudbu (pro představu například Night of Gladness Charlese Ancliffa nebo Valse Septembre Felixe Godina ). Tyto skladby ovlivnily základy „lehčí“ verze klasické hudby v 19. a na počátku 20. století.
Žánr lehké hudby má pravděpodobně svůj původ u přímořských orchestrů, které v Británii vzkvétaly během 19. a na počátku 20. století. Orchestry měly rozsáhlý repertoár, od klasické hudby až po populární písně a balady. Postupně vznikala spousta kratších orchestrálních skladeb, zkomponovaných tak, aby oslovily širší publikum. Za zmínku stojí, že i „vážní“ skladatelé, jako byl např. Sir Edward Elgar, napsali pro tento žánr řadu populárních skladeb, jako například Salut d'Amour, Nursery Suite či Chanson de Matin. Dirigent Sir Thomas Beecham se proslavil tím, že své obvykle vážné orchestrální koncerty zakončoval takzvanými „lízátky“, což byly méně vážné, krátké či zábavné skladby, které orchestr hrál jako přídavky. V podobném duchu se nesly i rané koncerty Henryho Wooda, který se inspiroval „promenádními koncerty“  v rekreačních zahradách Londýna.